# Julija Jefimovová
Julija Andrejevna Jefimovová (rusky Юлия Андреевна Ефимова, * 3. dubna 1992 Grozný) je ruská plavkyně, specialistka na styl prsa.
Pochází z Grozného, odkud její rodina odešla v době první čečenské války do Volgodonska. Trénuje ji její otec Andrej Jefimov (v letech 2011 až 2016 žila v USA, kde ji trénoval Dave Salo).
V ruské plavecké reprezentaci debutovala v roce 2006. Na Letních olympijských hrách 2008 obsadila čtvrté místo na 100 m prsa a páté místo na 200 m prsa. Na Letních olympijských hrách 2012 získala na dvousetmetrové trati bronzovou medaili a na 100 m byla sedmá. Na Letních olympijských hrách 2016 získala na obou prsařských tratích stříbrné medaile a skončila šestá se štafetou na 4×100 m polohový závod.
Je šestinásobnou mistryní světa: zvítězila na 50 m v letech 2009 a 2013, na 100 m v roce 2015 a na 200 m v letech 2013, 2017 a 2019. Na mistrovství Evropy v plavání získala zlaté medaile na 50 m v letech 2010 a 2018, na 100 m v letech 2010 a 2018, na 200 m v letech 2008 a 2018 a v polohové štafetě v roce 2018. Je také trojnásobnou mistryní Evropy v krátkém bazénu, když v roce 2007 vyhrála všechny tři prsařské tratě. Na Univerziádě v roce 2013 získala čtyři zlaté medaile za 50 m, 100 m a 200 m prsa a štafetu 4×100 m polohový závod. Byla také světovou rekordmankou na 50 m i na 200 m.
V říjnu 2013 byla pozitivně testována na dehydroepiandrosteron a Mezinárodní plavecká federace jí udělila zákaz startů od května 2014 do února 2015. V únoru 2016 měla další pozitivní test, tentokrát na meldonium, ale po odvolání k Mezinárodní sportovní arbitráži jí byla povolena účast na LOH 2016. Její start byl doprovázen četnými protesty, diváci na ni bučeli a vítězka závodu na 100 m Lilly Kingová z USA jí na stupních vítězů nepodala ruku. Účast Jefimovové na olympiádě kritizovala také česká reprezentantka Martina Moravčíková.